# Nogueira (Ponte da Barca)
Nogueira es una freguesia portuguesa del concelho de Ponte da Barca, con 1,90 km² de superficie y 430 habitantes (2001). Su densidad de población es de 226,3 hab/km².

## Galería

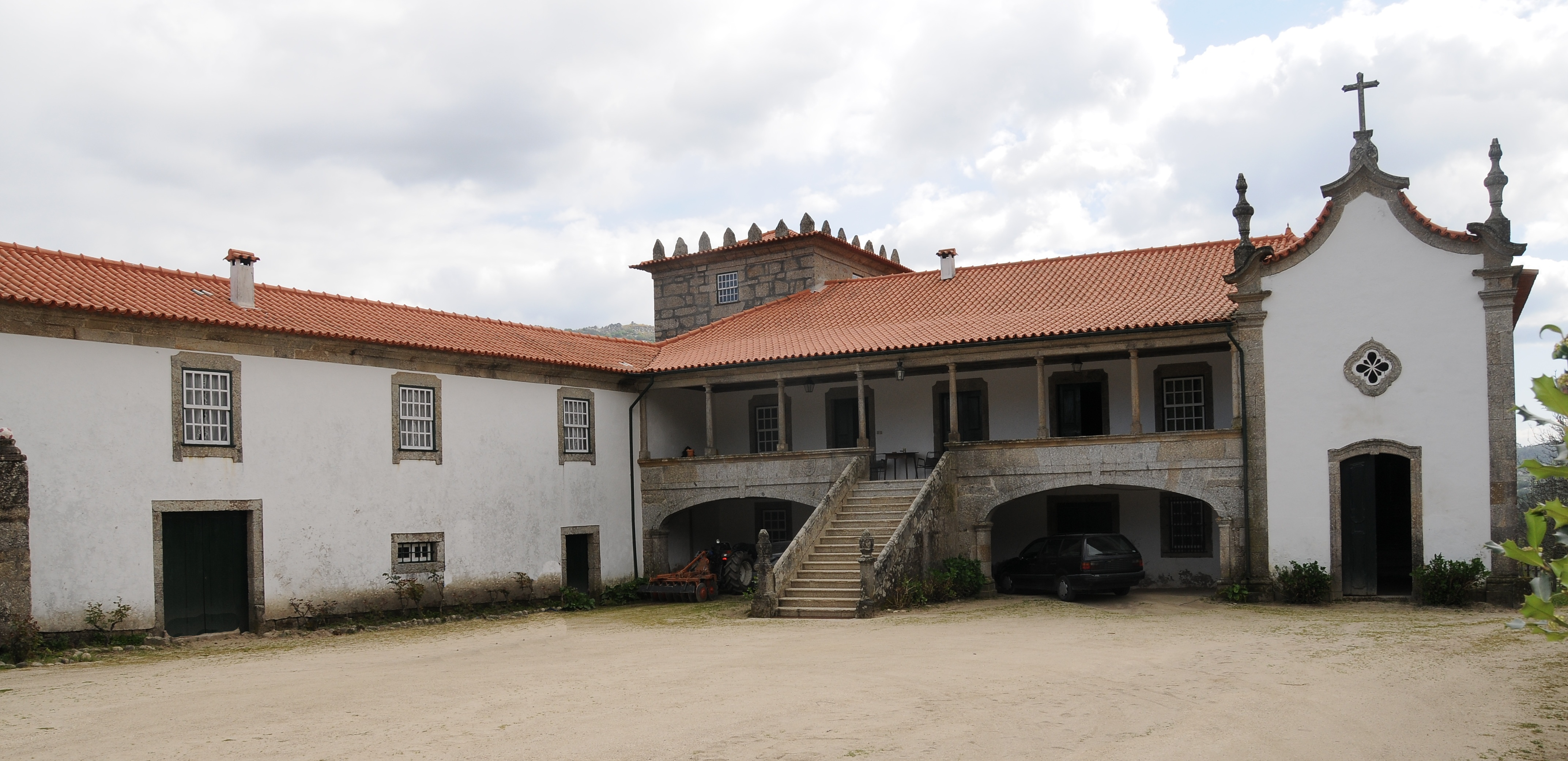
Torre de Quintela